# Alicia Porro
Alicia Porro Freire de Maciel (Montevideo, 17 de mayo de 1908- 24 de noviembre de 1983), fue una música y poeta uruguaya que utilizó el seudónimo Tacón de Fierro, para sus composiciones musicales, y el heterónimo Margarita Irigoyen para firmar sus grabados, algunos de los cuales ilustraron portadas de sus libros.

## Biografía
Nació en Montevideo, Uruguay, el 17 de mayo de 1908. Sus padres fueron Francisco F. Porro y Fermina Freire.
En 1938, egresó de la Facultad de Medicina de la Universidad de la República como médica obstetra, para luego ejercer en su consultorio privado y en la Cooperativa Magisterial. En 1945 obtuvo el título de bibliotecaria y, más adelante, fundó la Biblioteca Infantil N°1 del Consejo de Educación Primaria, institución en la que también tuvo a cargo el proyecto sobre periodismo escolar, desde 1937 a 1956.
Siempre vinculada a la Educación, estuvo involucrada en varios programas y proyectos destinados a niños uruguayos. En 1941 fundó la revista Compañeros, periódico escolar con un tiraje de 24000 ejemplares, y un club infantil con el mismo nombre, en donde dictó talleres en esperanto. También llevó adelante la Legión del Soldadito Verde, iniciativa para difundir los beneficios de las vacunas, los prejuicios de fumar y tomar bebidas alcohólicas, apoyada por instituciones públicas nacionales.
Ha publicado su obra escrita, musical y gráfica, y también participó en programas de radio y televisión. A fines de 1928, comienza una emisión radial en CX26, con el nombre de Señorita Lily, siendo una de las primeras voces femeninas en Uruguay y en Montevideo en hacerse cargo de una hora de transmisión. Esto dio lugar a varias participaciones en radio, CX 8, CX12, CX 18, CX 32, Cx38 Sodre. En televisión apareció en Canal 4, en los programas "Televisión Educativa" y "Unión de Madres". Fue corresponsal literaria de las revistas Orientación (Buenos Aires), Savia (Ecuador), Hostos (Puerto Rico), Páginas Selectas (Quito).
Fue considerada una de las jóvenes poetas de "la nueva generación" del americanismo, de la década del 20. Fue comparada con Delmira Agustini y Juana de Ibarbourou.

## Obras
- Savia Nueva, poemas, 1925.[6]
- Polen, poemas, 1928.
- Eva, cuentos y novelas breves, 1928.[7]
- Periodismo Escolar en el Uruguay, 1946.
- Mario, poemas 1969.
- La puerta entreabierta, poemas, 1978.[8]